# Пеженка
Пе́женка — река в России, протекающая по Билибинскому району Чукотского автономного округа, левый приток Большого Анюя. Длина реки — 181 км, площадь водосборного бассейна — 6770 км².
Исток реки находится на склонах Олойского хребта в северо-восточной части Колымского нагорья, на высоте более 612 м над уровнем моря. В верховьях течёт на север в межгорном ущелье между малыми хребтами Пеженский на западе и Зубчатый — на востоке. После впадения реки Керест поворачивает на северо-запад. После пересечения с автодорогой 77К-010 и впадения реки Эльдуки вновь устремляется на север, выходит на равнинный участок. В низовьях правый берег сильно заболочен, а перед устьем — и левый берег. Для реки характерны многочисленные протоки, шиверы и осерёдки. Впадает в Большой Анюй по левому берегу на отметке 109 м над уровнем моря в 312 км от его устья, выше впадения реки Банной. Ширина в низовьях — 72 м при глубине 0,2 м; скорость течения перед устьем составляет 1 м/с. 

## Основные притоки
Указаны поименованные притоки длиной 30 км и более.
| Название    | Расстояние от устья | Длина | Положение |
| ----------- | ------------------- | ----- | --------- |
| Эмгуганелга | 13                  | 148   | правый    |
| Элгэндя     | 66                  | 104   | левый     |
| Ненкан      | 82                  | 116   | правый    |
| Эльдуки     | 118                 | 45    | левый     |
| Керест      | 150                 | 34    | правый    |
| Кенке       | 151                 | 33    | левый     |

## Данные водного реестра
По данным государственного водного реестра России и геоинформационной системы водохозяйственного районирования территории РФ, подготовленной Федеральным агентством водных ресурсов:
- Бассейновый округ — Анадыро-Колымский
- Речной бассейн — Колыма
- Речной подбассейн — Анюй
- Водохозяйственный участок — Анюй, включая реки Большой и Малый Анюй
- Код водного объекта — 19010300112119000064425